# Blecaute (canção)
"Blecaute (Slow Funk)" é uma canção da banda brasileira Jota Quest em colaboração com a artista musical brasileira Anitta e Nile Rodgers, contida em seu oitavo álbum de estúdio Pancadélico. Foi composta por Rogério Flausino e tem Nile Rodgers creditado em sua produção.  A obra foi lançada em 13 de novembro de 2015, servindo como o primeiro single do disco. A música já é sucesso no Spotify contando com quase 900 mil streams e atingindo uma boa posição na Billboard.

## Antecedentes e capa
Um ano depois do lançamento do single  "Reggae Town", após alguns antecipamentos, finalmente Blecaute foi lançada. A capa do álbum usada na divulgação do single tem os irmãos grafiteiros Os Gêmeos como os criadores. No vídeo no YouTube, consta a lista de creditação das artes.

## Composição
A composição ficou por conta do próprio Rogério Flausino, falando liricamente de um individuo que se 'apaixona' por uma mulher que acabou de chegar ao baile, fez com que ele "caísse no funk", e ele até chegou a "desmaiar". Basicamente, conta sobre este rápido relacionamento. Incorporando elementos do Funk, pop, e black music contando até com um sample da musica "Outstanding" do famoso grupo de Black music The Gap Band, da década de 80.[carece de fontes?]

## Vídeo musical
O Videoclipe foi lançado no dia 25 de novembro de 2015, com direção artística de Kaue Mazon. Em suma, mostra um 'baile divertido', onde os integrantes da banda se reúnem com a cantora Anitta, dançando e curtindo a música junto a pessoas de diferentes estilos numa espécie de "block party". O Vídeo tem quase 16 milhões de visualizações e foi lançado dia 22 de novembro de 2015 na conta oficial da banda.

## Apresentações ao vivo
A primeira apresentação ao vivo de "Blecaute" na TV foi no programa Altas Horas, onde Anitta e Jota Quest animaram a plateia juntos.

## Faixas e formatos
"Blecaute" foi lançada como single somente em streaming no serviço Spotify e para download digital na Google Play, contendo somente a faixa, com duração total de três minutos e cinquenta e três segundos.
| Streaming / Download digital |            |         |  |
| N.º                          | Título     | Duração |  |
| 1.                           | "Blecaute" | 3:53    |  |

## Desempenho nas tabelas musicais

### Paradas semanais
| Tabela musical (2015)                     | Melhor posição |
| ----------------------------------------- | -------------- |
| Brasil (Billboard Brasil Hot 100 Airplay) | 39             |